# Adalbert af Preussen
Prins Adalbert af Preussen (Adalbert Ferdinand Berengar Viktor) (14. juli 1884 – 22. september 1948) var en tysk prins, der var den tredjeældste søn af Tysklands sidste kejser, Wilhelm 2. og dennes hustru Augusta Viktoria af Slesvig-Holsten-Sønderborg-Augustenborg. 
Prins Adalbert blev uddannet som søofficer og gjorde karriere i Den Kejserlige Marine.
Prins Adalbert giftede sig den 3. august 1914 i Wilhelmshaven med prinsesse Adelheid af Sachsen-Meiningen. Parret fik tre børn:
- Prinsesse Viktoria Marina (4. september 1915 – 4. september 1915)
- Prinsesse Viktoria Marina (11. september 1917 – 22. januar 1981)
- Prins Wilhelm Viktor (15. februar 1919 – 7. februar 1989)